# Fossado
Chamava-se fossado ao serviço militar que os vilãos tinham que cumprir conforme os preceitos fixados ora pelo respectivo foral, ora pelo costume da terra.
Mas esse era também  o nome das próprias operações militares de carácter ofensivo, geralmente levadas a cabo em território sarraceno, nas quais as milícias vilãs participavam. Talvez logo desde os começos da monarquia asturiana, essas incursões realizavam-se, a cada ano, no final da Primavera e a sua duração não excedia, em regra, um certo número de semanas.
O seu carácter obrigatório também surge muito cedo, logo nos inícios do século IX, com o estabelecimento de uma multa para os que faltassem: a fossadeira. A este serviço militar eram obrigados quer os cavaleiros, quer os peões vilãos, mas, provavelmente, nos inícios da Reconquista, ele teria sido exigido apenas aos primeiros.
Para as milícias municipais, a obrigação de participar no fossado variava consoante o seu foral. Assim, se este seguia o padrão do foral de Salamanca, apenas um terço dos cavaleiros vilãos da terra havia de integrar a expedição, mas, nos moldes do de Évora, já dois terços o teriam que fazer, ficando os restantes no lugar a fim de lhe assegurar a defesa, em caso de necessidade.